# كلية لومينوس الجامعية التقنية
كلية لومينوس الجامعية التقنية تأسست عام 1980 كجزء من مجموعة لومينوس. وهي أكبر وأهم الكليات الجامعية الخاصة في الأردن والشرق الأوسط والتي تمنح الدرجة الجامعيه المتوسطه بالاضافه إلى درجه البكالوريس وجميع الدرجات العلميه معتمدة من قبل وزارة التعليم العالي والبحث العلمي . مجموعة لومينوس تقوم بمجموعة من المحادثات والاتفاقيات مع شركاء أكادميين عالميين لتقوية برامج كلية لومينوس الجامعيه وتحسين علاقاتها لتطوير التعاون بين الكلية لومينوس الجامعيه والسوق الأردني، ورفع مستوى تدريب الطلاب لتصبح الكلية تبعا للمعايير العالمية من أفضل الكليات الجامعيه في العالم. جميع المدربين في هذه الدورات هم عبارة عن أشخاص يعملون في السوق ولديهم القدرة على الدمج بين الخبرات النظرية والعملية. بعد انتهاء الدورة يكون باستطاعة المتدربين اجتياز امتحان مركز pro-metric الأمريكي، وبعد النجاح في الامتحان يحصل الطالب على شهادة من هذا المركز.

## التخصصات
تتمتع كلية لومينوس الجامعيه التقنية بوجود تخصص متنوع تشملها الكليات التالية:
- كليه العلوم الماليه والاداريه
- كليه العلوم الطبيه التطبيقيه
- كليه الفندقه والسياحة
- كليه عبد العزيز للحوسبة المتقدمه (ASAC)
- كليه الهندسة المدنيه والإنشاءات
- كليه تكنولوجيا السيارات
- كليه الفنون التطبيقيه
- كليه الفنون وعلوم التجميل (لافال)
- كليه وسائل الاعلام الإبداعية (sae)
- كليه هندسه المكانيكيه والكهربائية

## المشاريع الدولية
تختلف نظرة كلية لومينوس الجامعيه التقنية عن باقي كليات الجامعيه في الأردن حيث أنها تعطي أهمية كبيرة للمشاركة بالمشاريع الدولية والمنح الخارجية. حيث تقوم كلية لومينوس حاليا وبالتعاون مع جهات أمريكية في ولايتي أيوا وميشيغان بالقيام بمشروعين مختلفين ممولين ومدعومين بالكامل من الوكالة الأمريكية للإنماء الدولي من خلال مؤسسة التعليم العالي من أجل التنمية. وتقوم الكلية بالتحضير للدخول في مشاريع جديدة دولية.
المشاريع الدولية الحالية:

### مشروع التمكين الاقتصادي من خلال المشاريع الريادية
تعمل كلية لومينوس الجامعية التقنية مع كليات أيوا الشرقية وهي كلية (ماسكتين، سكوت وكلينتون) في ولاية أيوا الأمريكية في هذا المشروع منذ سنتين والذي يركز على ريادة الأعمال وخلق فكر ريادي لدى الطلاب وأعضاء الهيئة التدريسية في كلية لومينوس وكليات ولاية ايوا الشرقية. ويركز المشروع على تطوير التدريب المهني والوظيفي للطلاب من خلال تبادل المعرفة والخبرات وذلك من خلال الزيارات المتبادلة للطلاب وأعضاء الهيئة التدريسية. حيث يقوم كلا الطرفين بتطوير وتطبيق الخطط الدراسية وإدراج مفاهيم الوظيفة والتعليم التقني والريادة لانشاء أعمال صغيرة ومتوسطة الحجم.
حيث تم عمل تبادل بين طلبة كلية لومينوس وكليات أيوا الشرقية، كذلك تم استقبال وفد أمريكي من أعضاء الهيئة التدريسية في كليات أيوا واعطاء دورة لأعضاء الهيئة التدريسية في كلية لومينوس (ورشة عمل المدرس العظيم) Great Teachers’ Workshop- GTW .

### مشروع كيف تبني مشروعك "-Build Your Business -BYB
من خلال الشراكة بين أمريكا والأردن في مجال الريادة تم منح كافة طلبة كلية لومينوس الجامعيه الفرصة للتدرب على مادة مهارات الريادة في الأعمال والاطلاع على مفاهيمها وجعلها مادة تدريبية اجبارية لكافة طلبة كلية لومينوس والبالغ عددههم 8000 طالب . وكان ذلك من خلال الشراكة ما بين كلية لومينوس والمنظمة الدولية للشباب (IYF) عن طريق منح كلية لومينوس برمجية جاهزة تم تطويرها عبر شركة مايكروسوفت العالمية باسم BYB.

### مشروع برنامج الدراسة في الخارج "Study Abroad Program
يعتبر هذا المشروع باكورة الشراكة بين كلية لومينوس الجامعيه وكليات جامعة آيوا حيث تم في العام 2012 استقبال 7 طلاب من كلية ماسكتين الجامعية حيث شملت الزيارة الاطلاع والتدريب في كلية لومينوس الجامعيه على الثقافة العربية، السياحة، الاقتصاد والحكومة الالكترونية في الأردن بالإضافة إلى زيارة كافة المواقع الأثرية والسياحية والثقافية والدينية في الأردن. وتم استقبال 10 طلاب من أمريكا في العام 2013 من كليات أيوا الجامعية وقاموا بنفس النشاطات أعلاه. ويقوم قسم المشاريع الدولية حاليا بالاتفاق مع كليات دولية حول العالم لتبادل الثقافات بين طلبة الكلية والعالم.

## معرض الصور

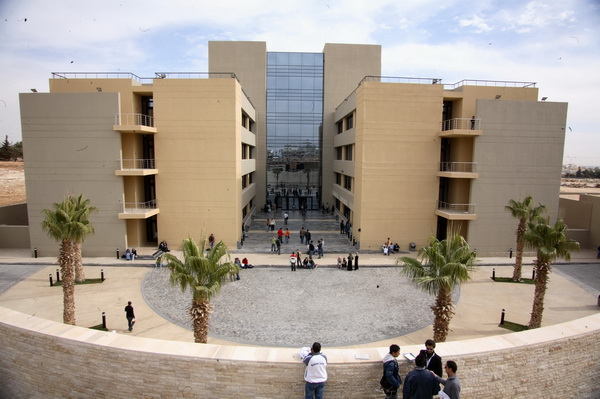
صورة للكلية
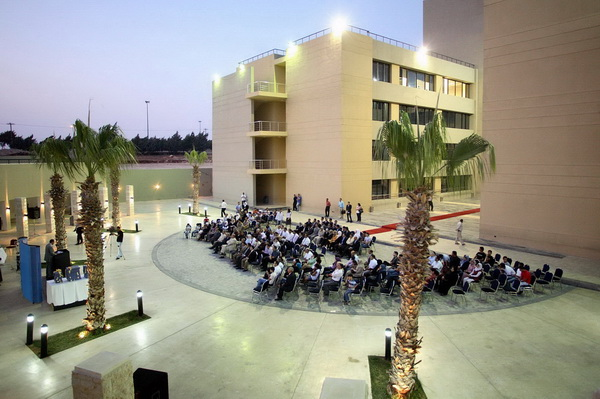
صورة للكلية والطلاب
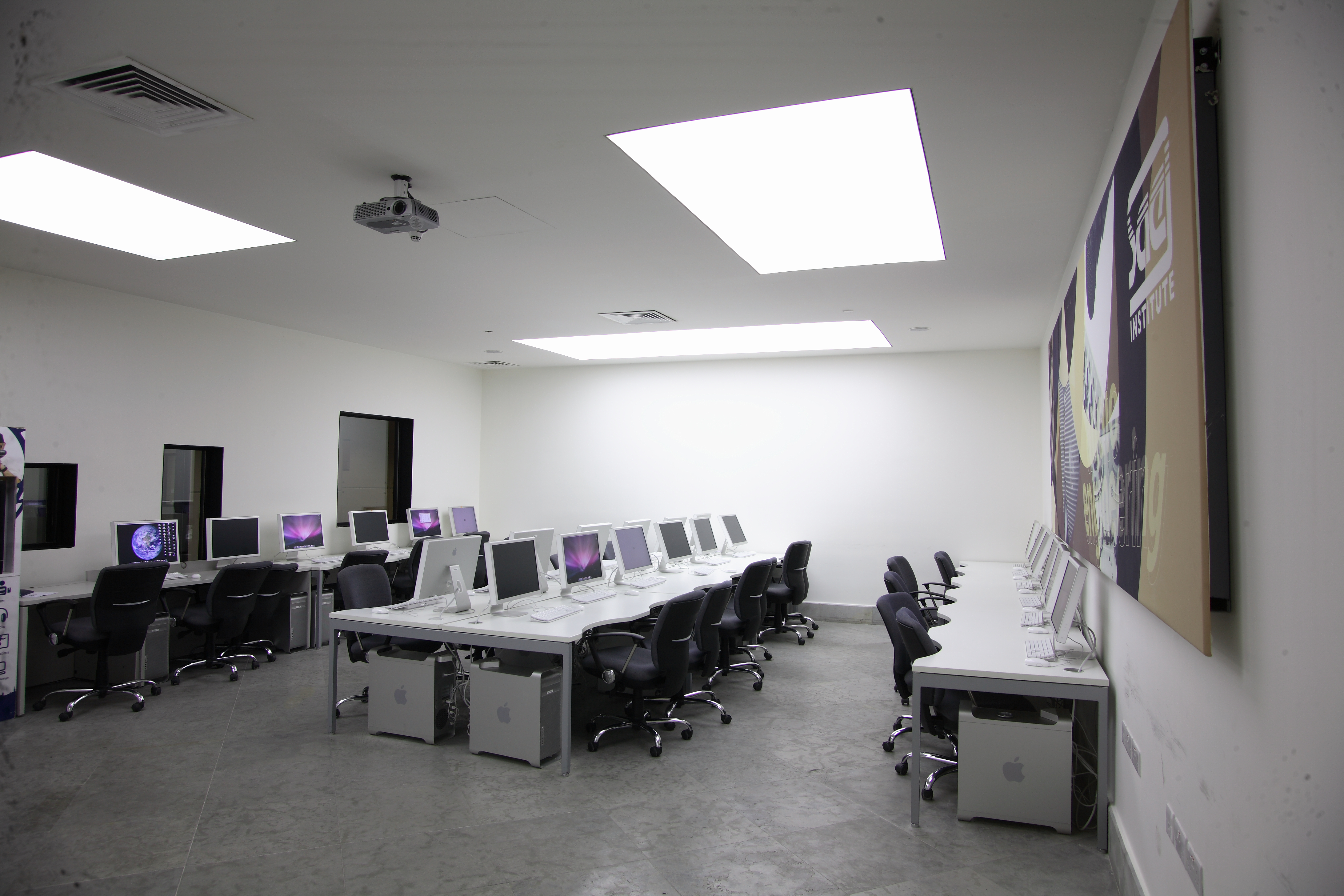
مختبر أجهزة الحاسوب
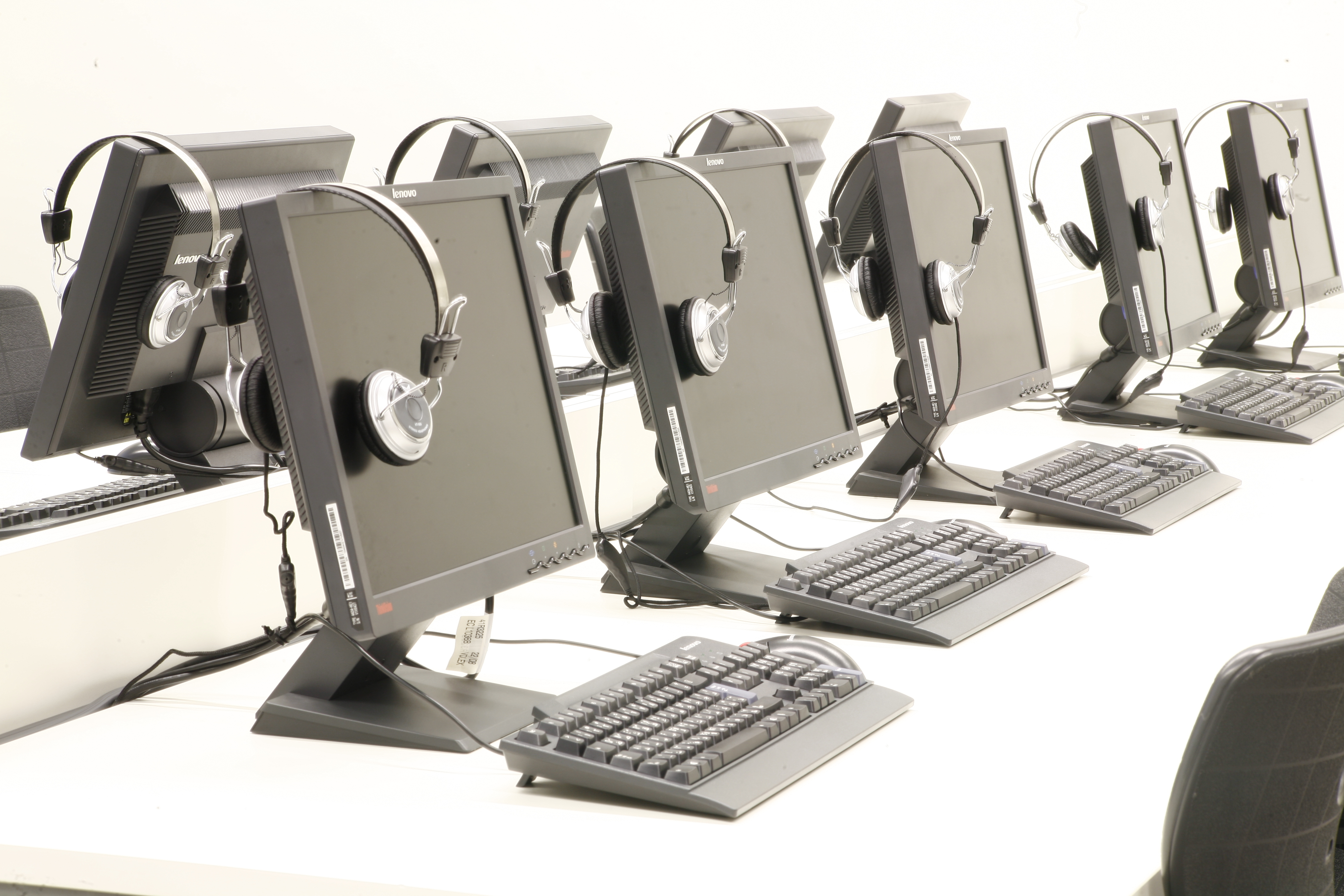
المكتبة
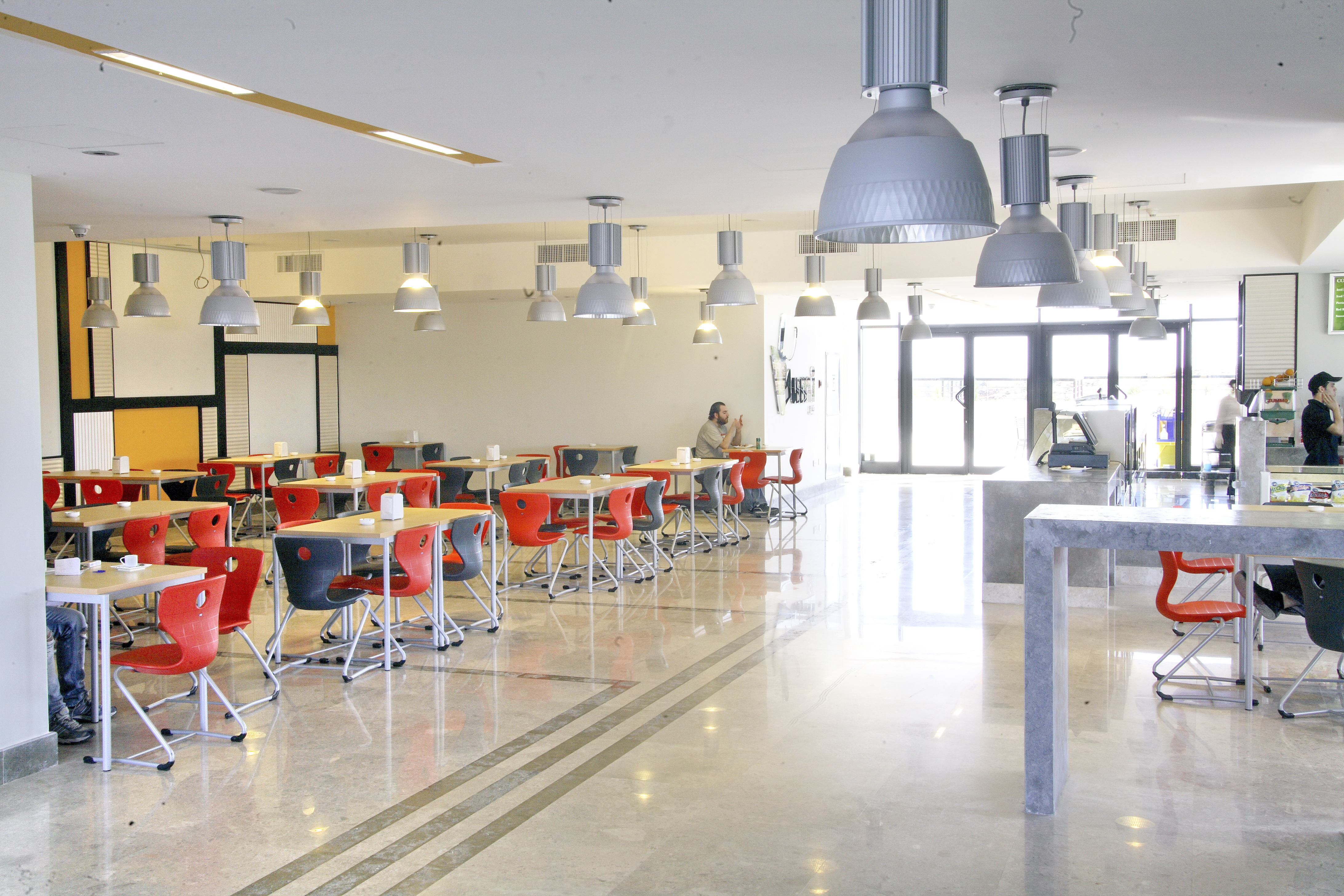
الكافتيريا
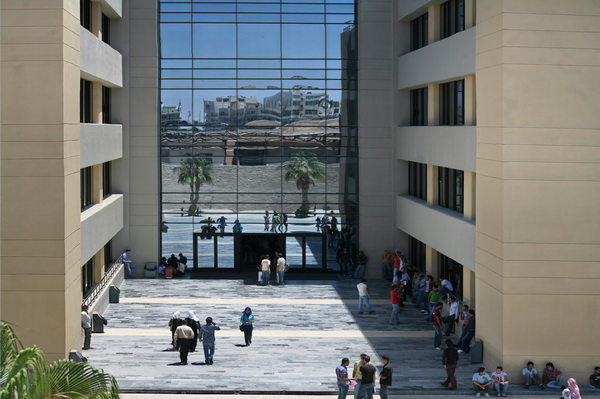
صورة للكلية
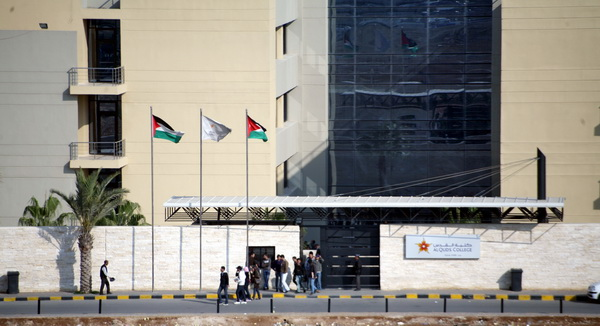
صورة أمامية للكلية
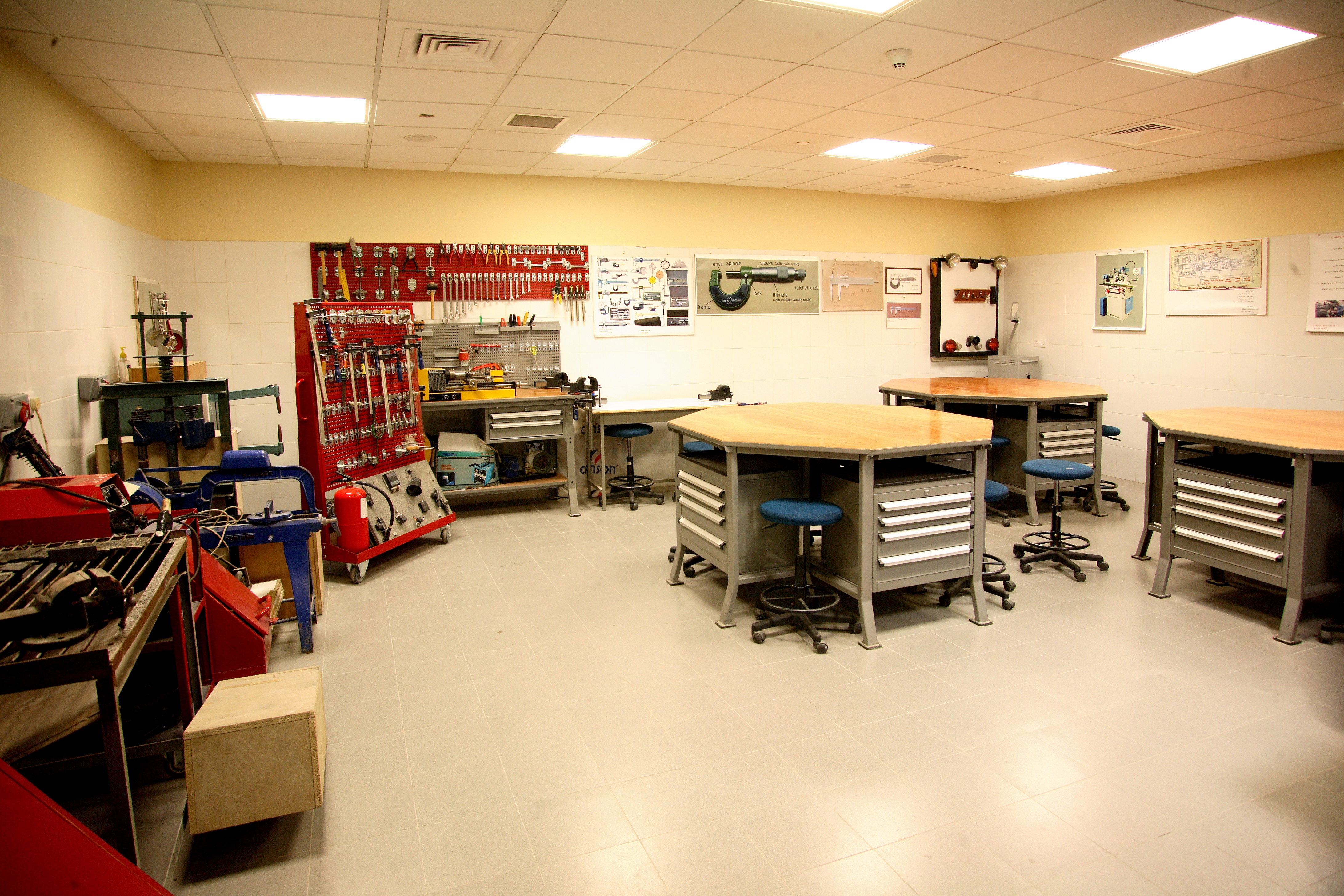
قاعة التدريب العملي
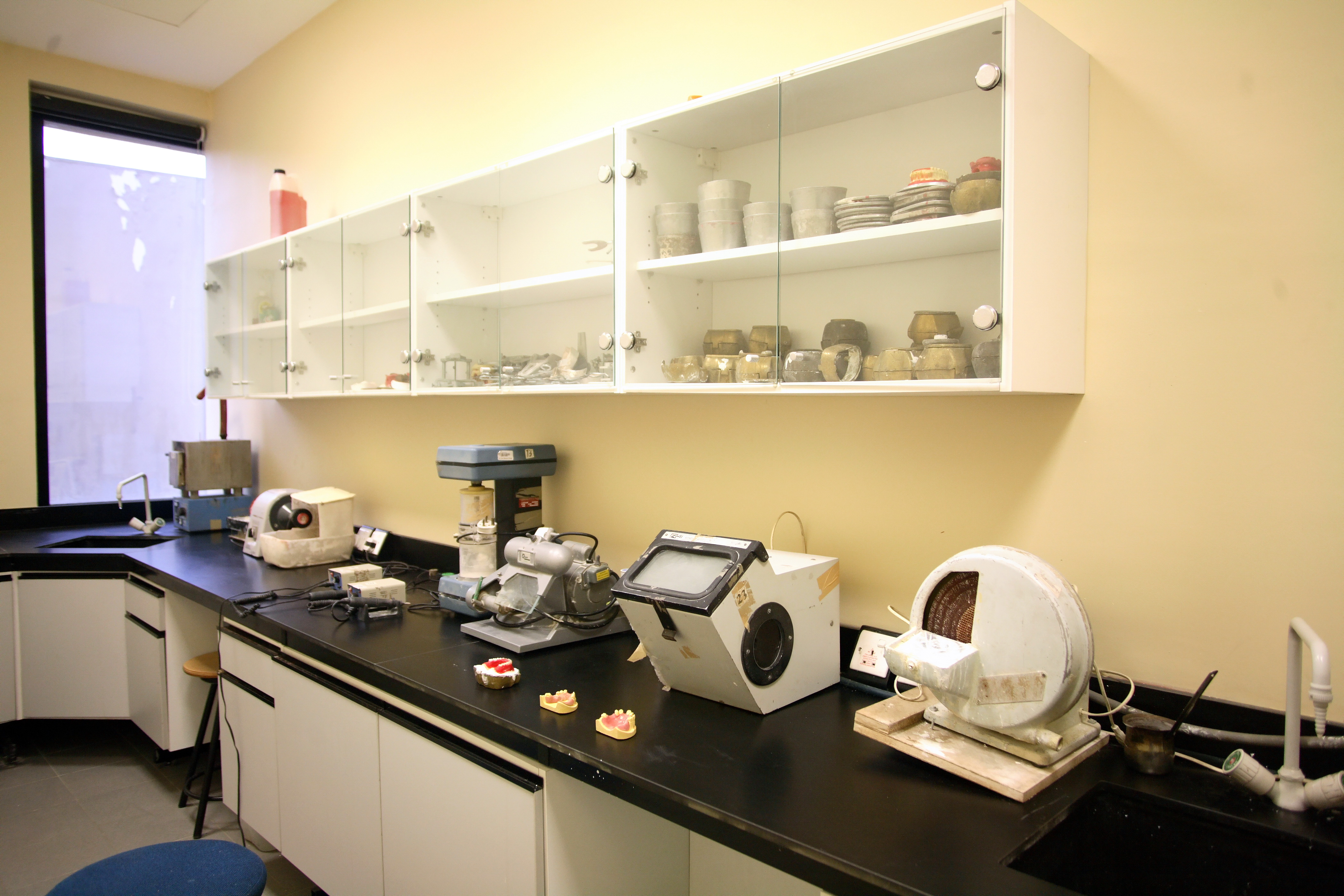
مختبر الطلاب
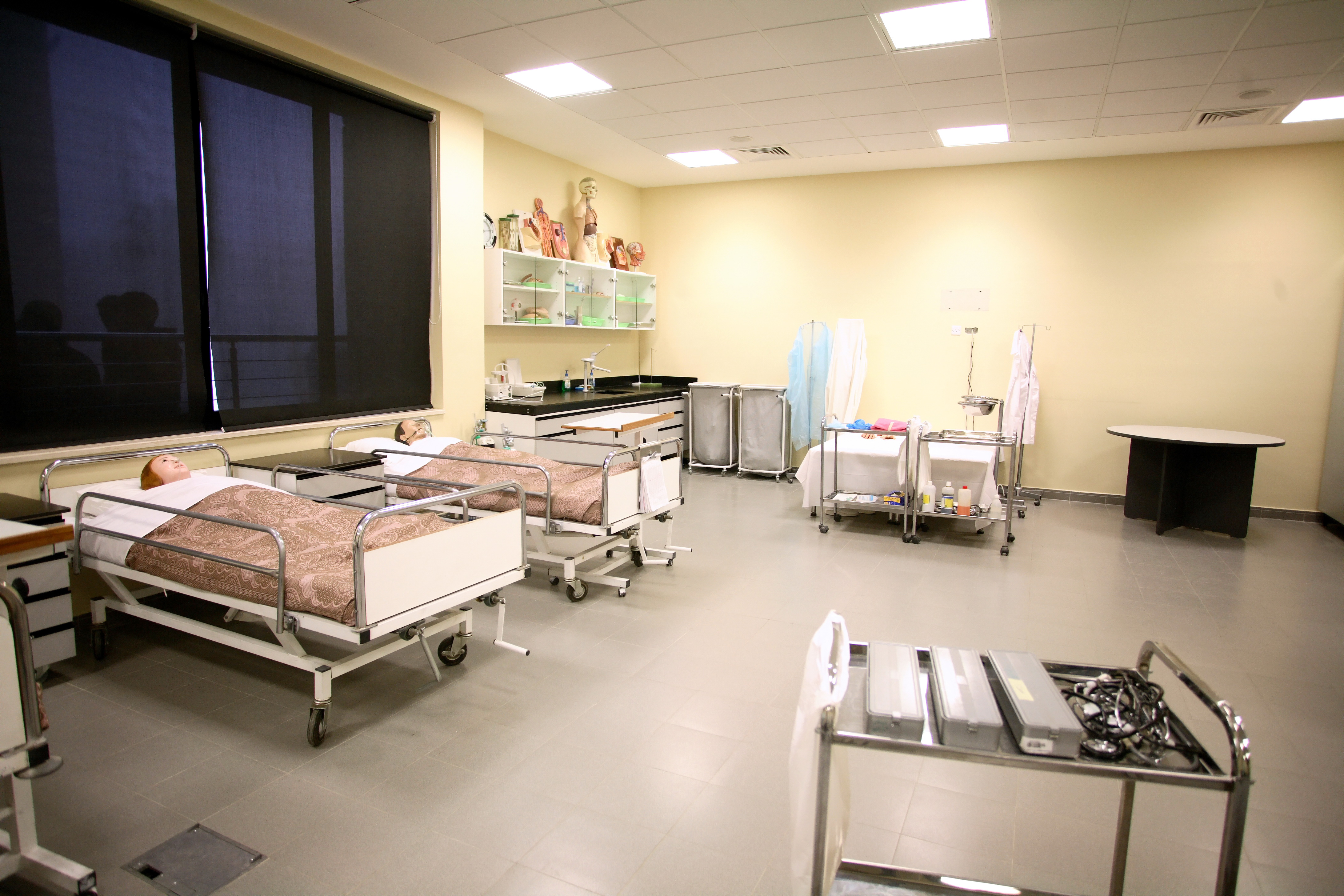
قاعة تدريب الطلاب
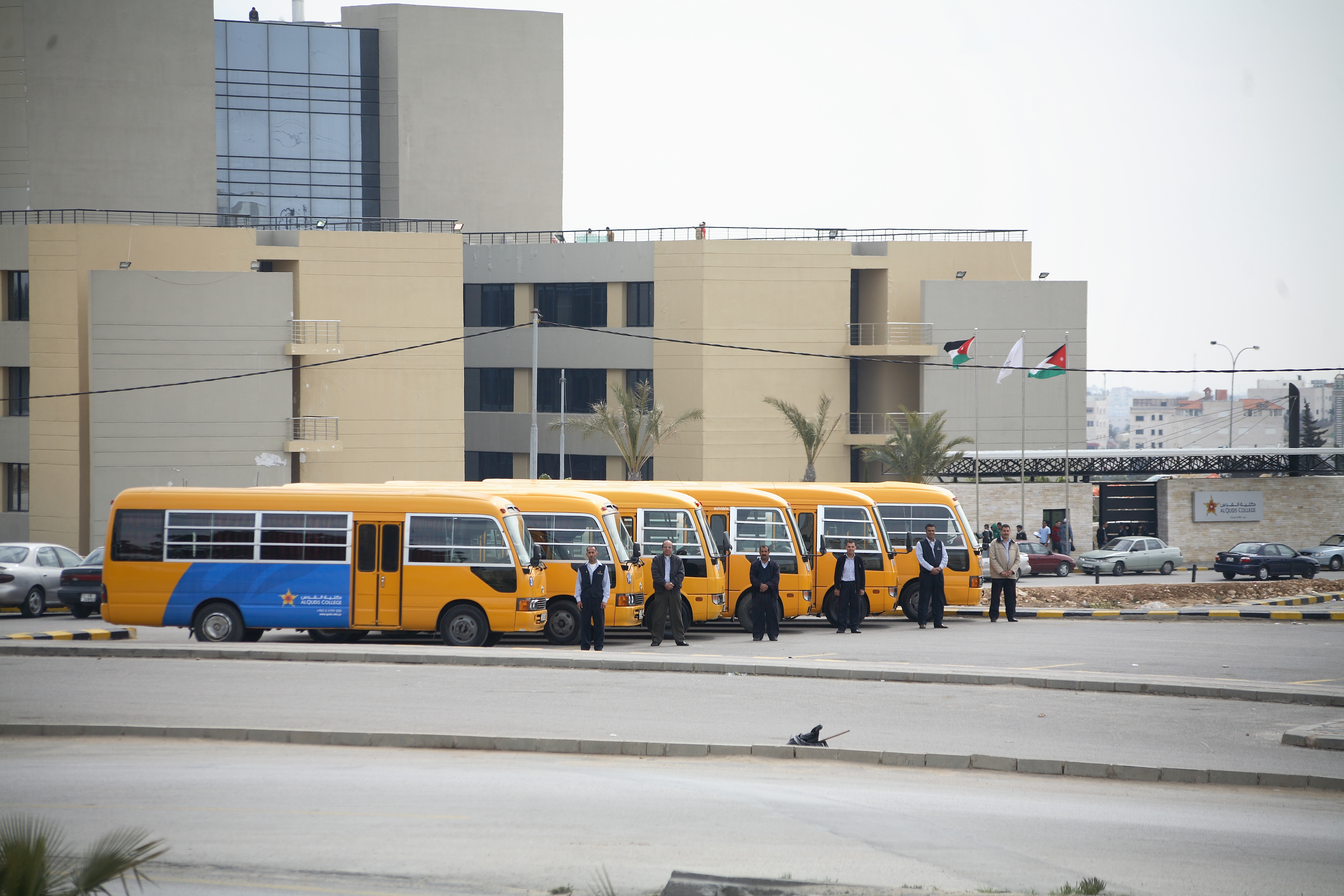
وسائل النقل والمواصلات الموفرة للطلاب

## وصلات خارجية
الموقع الرسمي لكلية لومينوس الجامعية التقنية